# تام تایوو
تام تایوو (انگلیسی: Tom Taiwo؛ زادهٔ ۲۷ فوریهٔ ۱۹۹۰) یک بازیکن فوتبال است.